# Indoeuropski prajezik
Indoeuropski prajezik hipotetski je zajednički predak indoeuropskih jezika. Postojanje takvog jezika generalno je prihvaćeno od jezikoslovaca, iako se vodi debata oko mnogo specifičnih detalja.
Indoeuropeistika je poredbeno-povijesna lingvistička disciplina koja proučava povijesni razvoj indoeuropskih jezika i jezičnih porodica te rekonstrukciju indoeuropskog prajezika. Također proučava kulturu, mitologiju, društva i književnost.

## Rekonstrukcija
Nema direktnih dokaza indoeuropskog prajezika jer nikad nije zapisan. Svi glasovi i riječi rekonstruirani su upotrebom komparativne metode. Zvjezdica (asterisk) rabi se kao oznaka rekonstruiranih riječi, kao što su *wódr "voda", *k`won "pas" ili *tréyes "tri (3)".  Mnoge riječi u suvremenim indoeuropskim jezicima potječu iz takvih "prariječi" kroz regularne glasovne promjene.
Svi su indoeuropski jezici flektivni jezici (iako su mnogi, kao engleski jezik, izgubili većinu fleksije). Pomoću komparativne metode, vrlo je vjerojatno da je bar posljednji stadij indoeuropskog prajezika bio flektivan jezik, koji se više koristio sufiksima nego prefiksima. 
Međutim, pomoću interne rekonstrukcije i morfološke (re)analize rekonstruiranog,  nedavno je pokazano da je vrlo vjerojatno da je davnija faza indoeuropskog prajezika mogla biti jezik s fleksijom korijena, kao semitski prajezik.

## Kronologija i porodice
Indoeuropski prajezik vjerojatno se govorio od 6000. do 3000. pr. n. e., a vjerojatno se dezintegrirao između 3500. i 2500. pr. n. e. Baltoslavenski jezik izdvojio se oko 1500. pr. n. e., a praslavenski oko 500. pr. n. e.
Neki su pretpostavili da je indoeuropski prajezik bio samo dio nostratičkog prajezika, a tu je teoriju postavio danski jezikoslovac Holger Pedersen, a potom razradio Vladislav Iljič Svityč 1971. Nostratički prajezik govorio se prema toj teoriji negdje oko 15 000 pr. Kr., a dijelio se na sljedeće skupine:
1. afrazijski jezici
2. kartvelski jezici
3. dravidski jezici
4. altajski jezici
5. uralski jezici
6. indoeuropski jezici.

## Kentumski i satemski jezici
Indoeuropski se jezici dijele na kentumske i satemske jezike. Isprva su kentumski smatrani zapadnim, a satemski istočnim, no ta je gruba dijalektalna podjela ukinuta otkrićem toharskog koji je bio najistočniji, a ipak kentumski jezik.
Ova je podjela temeljena na odrazu praindoeuropskog fonema *k´. Naime vrijedi sljedeća formula:
- kentumski jezici (lat. centum): *k´ = *k ≠ *kw
- satemski jezici (av. satəm): *k´ ≠ *k = *kw.

Znači, u kentumskim se jezicima razlikuju odrazi običnih i labijaliziranih velara, a palatalizirani se velari stapaju s običnim velarima.
Kentumski jezici:
- Anatolijski jezici
- Grčki jezik
- Italski jezici
- Keltski jezici
- Germanski jezici
- Toharski jezik

Satemski jezici:
- Indoiranski jezici
- Armenski jezik
- Albanski jezik
- Baltoslavenski jezici

## Indoeuropljani
Analizom leksika utvrđene su neki podaci o praindoeuropskim govornicima. Poznavali su poljoprivredu, trgovinu, život u zajednici i srodstvo, kovine, domaće i divlje životinje, planinski kraj i bjelogoricu, odjeću, vjeru itd. Vjerojatno su bili ratnički nastrojeni (zbog pojedinog dijela leksika i njihove ekspanzije)
Postojalo je nekoliko hipoteza o njihovu izvornu položaju. Neki su tvrdili da su bili između Balkana i Irana u Maloj Aziji na što je upućivao leksik vezan uz planinski kraj, a i poznavanje riječi za neke životinje južnije od tog prostora. Drugi su tvrdili da su živjeli u sjeveroistočnom Iranu uz jezero Urmiju, a treći da su bili u dunavskom području. Danas je najprihvaćenija teorija arheologinje Marije Gimbutas koja je dokazala da je posebna kultura pokapanja mrtvih nadrgrobnim humcima - kurgani - raširena baš kuda i indoeuropski jezici.

## Istraživači
- William Jones 1786. upozorio je na sličnost sanskrta s grčkim, latinskim, gotskim, keltskim i staroperzijskim te je pretpostavio zajednički izvor.

- Filip Vezdin 1790. napisao je prvu sanskrtsku gramatiku, a 1798. prvu studiju o srodnosti Jonesovih jezika, a dodao je još avestički, germanski i druge te primjere paradigmi i leksika.

- Franz Bopp 1816. u svom je djelu O konjugacijskom sustavu sanskrta u usporedbi s istim u grčkom, latinskom, perzijskom i germanskom pretpostavio zajednički prajezik smatrajući sanskrt najbliži tom prajeziku. Bopp postaje utemeljiteljem poredbene lingvistike.

- August Schleicher 1861. rekonstruirao je indoeuropski prajezik. Osnivač je teorije rodoslovnog stabla prema kojoj se svi jezici granaju iz jednog izvora, uključivši u svoju teoriju divergencije i darvinistički pristup.

- Johannes Schmidt i Hugo Schuchardt upotpunjuju Schleicherovu teoriju rodoslovnog stabla koja je vremenski orijentirana svojom valnom teorijom. Ona prikazuje prostorno širenje promjena i nadopunjuje prethodnu teoriju.

- Karl Brugmann 1886. – 1893. objavljuje pet svezaka Grundriss der vergleichenden Grammatik der indogermanischen Sprachen koja govori o fonologiji, morfologiji i sintaksi praindoeuropskog te indogermanskih jezika.

## Unutarnje poveznice
- Indoeuropska fonologija
- Indoeuropska morfologija

## Poveznice
- Praindoeuropski rječnik i etimološki rječnik ranih indoeuropskih jezika  Arhivirana inačica izvorne stranice od 23. svibnja 2010. (Wayback Machine) (engl.)
- Praindoeuropska sintaksa
- Geoffrey Sampson: Recite nešto na praindoeuropskom